# Scrabble
Scrabble ist ein Brettspiel für zwei bis vier Personen, bei dem die Spieler aus zufällig gezogenen Buchstaben Wörter legen und dabei die verschiedenen Bonusfelder auf dem Spielbrett nutzen können. Es wurden bisher über 100 Millionen Spiele in mehr als 30 Sprachen verkauft; jedes Jahr werden allein in Nordamerika mehr als eine Million Spiele verkauft.

## Geschichte

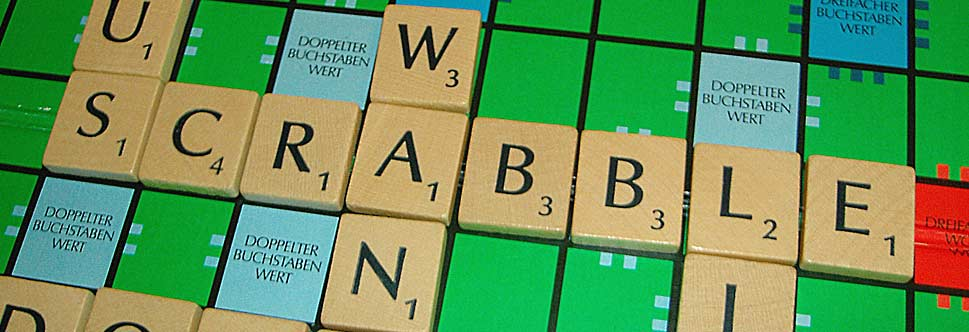
„SCRABBLE“

Die Urform von Scrabble wurde 1931 von dem US-amerikanischen Architekten Alfred Mosher Butts zunächst unter dem Namen Lexiko entwickelt. Butts Ziel war es, ein Spiel zu schaffen, das je zur Hälfte durch Glück und Können der Spieler beeinflusst wird. Bei dieser Urform war die Grundidee dieselbe wie im heutigen Spiel, jedoch gab es noch kein Spielbrett und die Buchstabenverteilung war noch eine andere. Bei der Buchstabenverteilung soll sich Butts an der Buchstabenhäufigkeit einer Titelseite der New York Times orientiert haben.
Nachdem das Spiel zunächst kein Erfolg gewesen war – er konnte nur 200 selbstgefertigte Exemplare verkaufen –, versuchte Butts erfolglos, es verschiedenen größeren Spieleherstellern (Parker Brothers und Milton Bradley) anzubieten. Inspiriert durch die gerade aufgekommenen Kreuzworträtsel entschloss sich Butts 1938, Lexico um ein eigenes Spielfeld zu erweitern und in Criss-Crosswords umzubenennen. In den folgenden Jahren änderte er Details am Spielfeld ebenso wie an den Regeln, ohne jedoch das Spielprinzip im Wesentlichen zu verändern; der kommerzielle Durchbruch blieb jedoch weiterhin aus.
Der Siegeszug des Spiels begann mit James Brunot (1902 – 1984), einem Anwalt und Criss-Crosswords-Spieler der ersten Stunde, der die Herstellungs- und Vertriebsrechte an dem Spiel gegen Zahlung einer Provision pro verkauftem Spiel im Jahr 1948 von Butts übernahm und es am 1. Dezember 1948 erfolgreich patentieren ließ. Brunot gab dem Spiel auch seinen heutigen Namen, abgeleitet von englisch scrabble für „herumsuchen“, und meldete die Marke Scrabble am 16. Dezember 1948 beim Patentamt an.
In den Jahren von 1949 bis 1952 stellte Brunot das Spiel in eigener Regie her und verkaufte bis zu 90.000 Exemplare im Jahr. 1952/53 lizenzierte Brunot die Herstellung für die USA und Kanada an den amerikanischen Spielehersteller Selchow & Righter. 1972 kaufte Selchow and Righter das Warenzeichen und die Exklusivrechte an Scrabble von Butts für den nordamerikanischen Markt. 1986 wurde Selchow and Righter von Coleco übernommen. Nach der Insolvenz von Coleco 1987 übernahm Hasbro 1989 Coleco und damit die Rechte für den nordamerikanischen Markt.
Für Großbritannien lizenzierte J. W. Spear & Sons 1953 das Spiel. Schowanek lizenzierte das Spiel 1953 für Deutschland, Italien und einige andere europäische Länder. 1958 konnte J.W. Spear & Söhne eine Übernahme dieser Lizenz erreichen. 1968 wurden die Lizenzrechte (mit Ausnahme der USA und Kanada) komplett von Brunot an Spear veräußert. Spear wurde 1994 an Mattel verkauft.

## Spielmaterial

Scrabble-Spielbrett
doppelter Buchstabenwert
dreifacher Buchstabenwert
doppelter Wortwert
dreifacher Wortwert

Zum Scrabblespiel gehören das Spielbrett und die Buchstabensteine, die aus einem Säckchen gezogen und auf ein Plastikbänkchen – ursprünglich ein Holzbänkchen – (Rack) gelegt werden, welches sie vor den Augen der Mitspieler verbirgt.

### Spielbrett
Auf dem Spielbrett finden sich 225 (15 × 15) Spielfelder, von denen 60 Bonusfelder sind: 24 × doppelter Buchstabenwert (hellblaue Felder), 16 × doppelter Wortwert (rosafarbene Felder), 12 × dreifacher Buchstabenwert (dunkelblaue Felder), 8 × dreifacher Wortwert (rote Felder). Hinzu kommt der Stern in der Mitte des Spielbretts, der ebenfalls den Wert eines Wortes verdoppelt. Jeder Buchstabe hat seinen eigenen festgelegten Wert. Die Spieler streben eine höhere Punktzahl durch die Nutzung der Bonusfelder und möglichst wertvoller Buchstaben an.

### Buchstabensteine
In der deutschen Version wird Scrabble seit 1989 mit 102 Steinen gespielt (100 mit Buchstaben bedruckt und zwei ohne Aufschrift). Die einzelnen Buchstaben kommen unterschiedlich häufig vor und werden unterschiedlich gewertet. Anzahl und Punktwert richten sich dabei wesentlich nach der Häufigkeit des Buchstabens in der Sprache. Allerdings wird auch die „Spielbarkeit“ eines Buchstabens berücksichtigt (das C ist im Deutschen zwar relativ häufig, benötigt jedoch meist ein H oder ein K; das Q benötigt praktisch immer ein U (Ausnahme: „Qi“); das W steht selten am Wortende usw.).
Aktuell ist die Buchstabenverteilung im deutschsprachigen Scrabble wie folgt (in Klammern die Anzahl der Steine). Diese wird seit 1987 verwendet, seitdem wird mit sieben Steinen gespielt.
- 1 Punkt: E (15), N (9), S (7), I (6), R (6), T (6), U (6), A (5), D (4)
- 2 Punkte: H (4), G (3), L (3), O (3)
- 3 Punkte: M (4), B (2), W (1), Z (1)
- 4 Punkte: C (2), F (2), K (2), P (1)
- 6 Punkte: Ä (1), J (1), Ü (1), V (1)
- 8 Punkte: Ö (1), X (1)
- 10 Punkte: Q (1), Y (1)
- 0 Punkte: Joker/Blanko (2)

Die Summe der Punkte aller Buchstaben im deutschsprachigen Spiel beträgt 202. Die Buchstaben- und Punkteverteilung ist sprachspezifisch. So gibt es etwa für das Y in der englischsprachigen Version nur 4 Punkte, es ist dafür aber zweimal vertreten.
Die Steine sind aus hellem Holz oder Kunststoff und quadratisch; mit 19 × 19 × 4 mm sind sie etwas kleiner als die Spielfelder am Brett. Auf einer Fläche ist der Blockbuchstabe schwarz oder grün aufgedruckt und rechts unten dazu klein sein Punktewert. Ausführungen für Reisen haben z. B. 13 mm kleine Steine, solche für schlecht Sehende viel größere.

## Historische Versionen
```
B U C H S T A B E N -
V E R T E I L U N G

A - 6    J - 1    S - 8
Ä - 1    K - 2    T - 5
B - 2    L - 4    U - 6
C - 4    M - 4    Ü - 1
D - 6    N - 10   V - 1
E - 16   O - 4    W - 2
F - 3    Ö - 1    X - 1
G - 3    P - 1    Y - 1
H - 5    Q - 1    Z - 2
I - 9    R - 7
BLANK - 2

–––––––

Verlag
J. W. Spear & Söhne
Nürnberg
nach Lizenz der
PRODUCTION
AND MARKETING
COMPANY
NEWTOWN, Conn. USA

(Spear • Spiel)

```

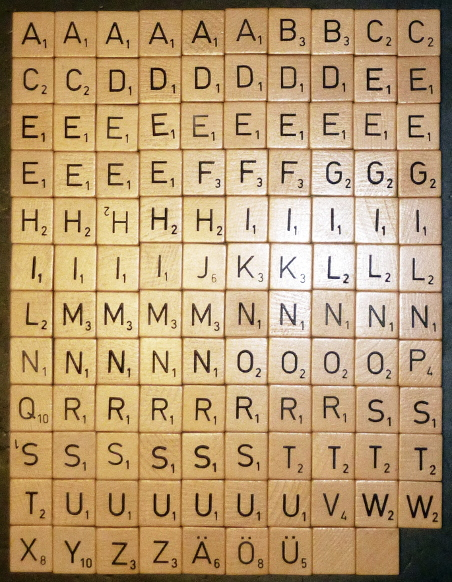
Alle Steine der Ausgabe von 1955 bis 1987

In Deutschland war das Spiel sehr schnell ein Erfolg, allerdings nicht vergleichbar mit dem Erfolg in Nordamerika, was insbesondere an der unterschiedlichen Verbreitung des Turnierscrabble abzulesen ist. Für das hiesige Scrabble war insbesondere die Regel- und Ausstattungsänderung von 1987 wegweisend. Vor diesem Datum wurde mit acht Buchstaben gespielt.
In der Version des Jahres 1955 fehlte noch die Angabe, ob auch die Beugungsformen der Wörter gelegt werden dürfen, was später ausdrücklich gestattet wurde:

„Gebildet können alle Wörter werden, die in einem Wörterbuche zu finden sind, mit Ausnahme von Eigennamen, Fremdwörtern, Abkürzungen, geographischen Bezeichnungen (Flüsse, Städte etc.), oder solchen Wörtern, die ein Auslassungszeichen oder einen Bindestrich haben.“

Das Spiel und vor allem die Regeln sind heute noch unter Hobbyspielern weit verbreitet. Kritiker der neuen Regeln führen an, dass das Spiel durch viele als unsinnig empfundene Formen und Wörter („hui“, „ravtet“ (als Form von raven), „brr“, „bst“) nicht mehr die tatsächlich gesprochene Sprache abbilde. Zudem habe man durch die Anzahl von acht Buchstaben früher leichter längere Wörter legen können. Befürworter der Änderungen führen dagegen an, dass das alte Spiel durch einige Unterbewertungen von „schwierigen“ Buchstaben (4 Punkte für V; 2 für C) deutlich schwieriger gewesen sei und gerade auch die exotischeren Formen heutzutage den Reiz des Spiels ausmachten.
Die Buchstabenverteilung der Standardausgabe zwischen Mitte der 50er Jahre und 1987 lautete:
- 1 Punkt: E (16), N (10), S (8), I (9), R (7), U (6), A (6), D (6)
- 2 Punkte: T (5), H (5), G (3), C (4), L (4), O (4), W (2)
- 3 Punkte: M (4), B (2), Z (2), F (3), K (2)
- 4 Punkte: P (1), V (1)
- 5 Punkte: Ü (1)
- 6 Punkte: Ä (1), J (1)
- 8 Punkte: Ö (1), X (1)
- 10 Punkte: Q (1), Y (1)
- 0 Punkte: Joker/Blanko (2)

Eine andere frühe Ausgabe aus dem Jahr 1955 hatte folgende Buchstabenverteilung:
- 1 Punkt: E (14), N (8), S (6), I (8), R (6), U (3), A (6), T (6), O (3)
- 2 Punkte: D (4), G (3), L (3), Ö (1), Ä (1), Ü (1)
- 3 Punkte: H (3), C (2), M (3), B (2), P (2), K (2), F (2)
- 4 Punkte: W (2), V (2)
- 8 Punkte: Z (1), Y (1), J (1)
- 10 Punkte: Q (1), X (1)
- 0 Punkte:  Joker/Blanko (2)

### Ergänzungsmaterial
Insbesondere bei Turnieren werden – ähnlich wie beim Schach – mehr und mehr Uhren benutzt, um die Bedenkzeit individuell zu begrenzen (siehe Abschnitt „Turniere und Meisterschaften“).
Zur besseren Übersicht des Normalspielfelds kann es durch ein untergelegtes Drehkreuz für jeden Mitspieler in die optimale Leseposition gebracht werden. Hierfür gibt es eigene Drehspielbretter, die vor allem bei internationalen Turnieren nahezu ausschließlich gebraucht werden.

## Spielregeln
Die Scrabble-Regeln lassen sich folgendermaßen zusammenfassen:

### Spielablauf
- Zu Beginn des Spiels wird durch Ziehen eines Buchstabens die Reihenfolge bestimmt. Wessen Buchstabe im Alphabet an vorderster Stelle steht, beginnt zu legen. Danach geht es im Uhrzeigersinn weiter.
- Die Spieler ziehen nacheinander in der Reihenfolge sieben Buchstaben aus dem Beutel und legen sie so auf ihre jeweilige Ablagebank, dass die Mitspieler sie nicht sehen können. Ziel ist es nun, mit den gezogenen Buchstaben ein Wort zu legen, das möglichst viele Punkte einbringt. Dabei muss der erste Spieler sein Wort in jedem Fall auf den Stern in der Spielfeldmitte legen. Möglich sind auch grammatische Ableitungen (beispielsweise Feldes, legte, schönes).
- Nachdem das erste Wort gelegt wurde, füllt der Spieler sein Bänkchen wieder bis auf sieben Buchstaben auf. Nun ist der nächste Spieler an der Reihe und versucht ebenfalls, mit seinen Buchstaben eine hohe Punktzahl zu erreichen. Im Scrabble kann generell ein neues Wort gelegt oder ein bestehendes Wort durch Anhängen von Buchstaben erweitert werden, allerdings muss immer an einen Buchstaben des bestehenden „Wortgerüsts“ angelegt werden. Es wird immer die Punktzahl des gesamten neuen Wortes und aller neu entstandenen Wörter berechnet; für bereits belegte Bonusfelder wird kein weiterer Bonus gewährt. Für das Ablegen aller sieben Buchstaben gibt es 50 Zusatzpunkte.
- Sind alle Spieler einmal an der Reihe gewesen, ist die erste Runde abgeschlossen und die zweite Runde beginnt in der gleichen Reihenfolge. Falls ein Spieler nicht anlegen kann oder legen möchte, kann er passen und entweder keinen oder bis zu sieben Buchstaben austauschen. Es müssen jedoch noch mindestens sieben Buchstaben im Buchstabenvorrat vorhanden sein. Er darf dann erst wieder in der folgenden Runde ein neues Wort legen.
- Das Spiel ist beendet, wenn keine Buchstaben mehr im Säckchen sind und ein Spieler alle Buchstaben ausgelegt hat oder nachdem alle Spieler nacheinander zweimal gepasst haben. Der Punktewert der auf dem Bänkchen verbliebenen Buchstaben wird abgezogen und demjenigen Spieler, der das Spiel durch Aufbrauchen des Buchstabenvorrates beendete, gutgeschrieben. Sieger ist der Spieler mit den meisten Punkten.

### Was nicht erlaubt ist
- Kein Wort darf diagonal gelegt werden − nur waagerecht und senkrecht. Zudem muss immer an ein bereits liegendes Wort angelegt werden.
- Eigennamen von Personen und geografischen Objekten dürfen nicht gelegt werden: Karl, Anne, Schmidt, Kowalski, Berlin, Hamburg, Schweiz, Uruguay, Rhein usw. sind verboten. Gesetzt werden dürfen hingegen Namen, die im allgemeinen Sprachgebrauch noch eine andere Bedeutung haben, zum Beispiel Horst (Greifvogelnest), Urs (Genitiv von Ur), Müller (Beruf) oder Seine (Possessivpronomen).
- Markenbezeichnungen (Mercedes, Persil etc.) dürfen in der Regel auch nicht gelegt werden. Allerdings sind seit dem Erscheinen der 26. Auflage des Rechtschreibdudens verschiedene Marken gültige Wörter, wie etwa Fön, Audi, Jeep und Tesafilm, zudem der Spielname Scrabble selbst.
- Abkürzungen sind verboten (UKW, WC, TNT etc.). Kurzwörter, die als ein Wort gesprochen werden, dürfen aber gelegt werden (Moped, Trafo, Kilo). Ufo und Radar waren bis zur 24. Auflage des Rechtschreibdudens als unzulässige Abkürzungen vermerkt, weisen in der 25. Auflage aber kein Abkürzungsmerkmal mehr auf und gelten somit fortan als gültige Kurzwörter.

### Anfechten
Wenn ein Spieler der Meinung ist, dass ein Gegenspieler soeben mit seinem Zug ein ungültiges Wort legte, kann er dieses anfechten. Eine Anfechtung ist nur möglich, solange der Gegenspieler noch keine Buchstabensteine nachgezogen hat und die Punkte für das Wort noch nicht notiert hat. Erfolgte die Anfechtung zu Recht, so muss der Gegenspieler seinen Zug zurücknehmen und für diese Runde aussetzen. Erfolgte die Anfechtung zu Unrecht, werden dagegen dem anfechtenden Spieler 10 Punkte abgezogen.

### Notation
Zur Protokollierung eines Spiels, etwa bei Turnieren, kann bei den einzelnen Spielzügen das erste Feld des gelegten Wortes, das gelegte Wort und die erreichte Punktzahl notiert werden, wobei sowohl die Reihenfolge Wort-Feld-Punkte als auch Feld-Wort-Punkte verwendet wird. Bei horizontalen Wörtern wird das Feld mit xy, bei vertikalen Wörtern mit yx angegeben, wobei x die Reihe und y die Spalte, gezählt von links oben, kennzeichnet.
Bereits bestehende Buchstaben werden in Klammern gesetzt; Joker werden mit Kleinbuchstaben notiert. Ungültige Wörter können mit einem Stern (*) gekennzeichnet werden. Ergeben sich quer zur Legerichtung zusätzliche Wörter, können diese optional hinter einem Schrägstrich (/) angefügt werden.
So kann ein Spiel beispielsweise mit folgenden Zügen beginnen:
- 8G LACK 22
- H7 H(A)NF 8
- * J5 DIR(K)
- 10H (F)aX 28
- 11E GRAS / (HANF)S 23

Durch die schriftliche Notation wird die verbindliche Festlegung der gelegten Joker erleichtert. So kann im obigen Beispiel das Wort FAX nicht mehr nachträglich zu FIX umgedeutet werden.

## Strategie
Unter anderem aufgrund des Zufallsfaktors, der durch das Nachziehen der Buchstaben entsteht, und der sehr großen, sich schnell multiplizierenden Anzahl denkbarer Züge (d. h. gültiger Wörter) ist Scrabble ein strategisch komplexes Spiel; dies zeigt sich auch darin, dass anders als bei anderen Strategiespielen wie Schach oder Go, bei denen keine zufälligen Faktoren oder unbekannte Informationen (die Buchstaben des Mitspielers) eine Rolle spielen, die besten Computerprogramme als bestenfalls gleichauf mit den stärksten menschlichen Spielern gelten.
Das vordergründige Ziel, in jedem Zug möglichst viele Punkte zu erzielen, macht nur einen Teil der optimalen Strategie aus, da jeder Zug sich längerfristig auswirkt, etwa dadurch, dass man günstige oder schwierig zu verwertende Buchstaben auf der Bank zurückbehält oder dem Mitspieler Chancen für punktreiche Züge verbaut oder eröffnet. Computerprogramme wie etwa Quackle spielen deshalb nicht grundsätzlich den Zug mit den meisten Punkten, sondern versuchen über mehrere Züge hinaus zu simulieren, wie sich das Spiel weiterentwickeln wird.
Insbesondere die 50 Zusatzpunkte, die man für einen „Bingo“ (also einen Zug, in dem alle sieben Buchstaben abgelegt werden) erhält, schaffen einen Anreiz, hierfür möglichst vielversprechende Buchstabenkombinationen auf der Bank zurückzubehalten. Insbesondere die beiden Joker sollten deshalb nicht für zu wenige Punkte eingesetzt werden.

## Turniere und Meisterschaften

### Turnierregeln
Bei offiziellen Scrabble-Turnieren, die in Deutschland unter der Schirmherrschaft des Vereins Scrabble Deutschland e. V. stehen, gelten über die oben beschriebenen allgemeinen Spielregeln hinaus weitere Bestimmungen, die einen reibungslosen Turnierablauf gewährleisten und Streitigkeiten vermeiden helfen sollen. Diese sind in der Turnierspielordnung (TSO) festgelegt. Für internationale Turniere gibt es vergleichbare Bestimmungen. Weltweite Turniere werden unter anderem von der World English Language Scrabble Players Association (WESPA) verwaltet, in Nordamerika ist die North American Scrabble Players Association (NASPA) maßgeblich.
Die wichtigste Ergänzung der Spielregeln durch die TSO besteht in der Zeitbegrenzung: Um Verzögerungen im zeitlichen Ablauf des Turniers zu vermeiden, wird die Bedenkzeit pro Spiel auf üblicherweise 30 (im englischsprachigen Scrabble meist 25) Minuten je Spieler begrenzt. Zur Messung kommen spezielle Uhren ähnlich wie beim Schach zum Einsatz. Überschreitet ein Spieler die Bedenkzeit, führt dies zu 10 Punkten Abzug pro angebrochener weiterer Minute; nach 5 Minuten Überziehen wird das Spiel jedoch abgebrochen und als Niederlage gewertet.
Als zulässig gelten bei deutschsprachigen Turnieren die Einträge des Rechtschreibdudens sowie alle davon grammatisch zulässig ableitbaren gebeugten Formen. Alle solchen Formen bis 9 Buchstaben Länge sind in einer offiziellen Liste zusammengetragen. Zur Klärung längerer Wortformen schlägt bei Turnieren ein Schiedsrichter das entsprechende Wort im Duden nach. Die Spieler dürfen während des Spiels keine Wörterbücher, Listen oder andere Hilfsmittel nutzen. Das bewusste (oder auf Verdacht gespielte) Legen ungültiger Wörter wird von den Turnierregeln nicht untersagt und ist insbesondere im internationalen Scrabble ein durchaus üblicher Aspekt der Spieltaktik. Wer ein vom Mitspieler gelegtes Wort für ungültig hält, kann den Zug anfechten, d. h. das Wort überprüfen lassen; wenn es sich als gültig herausstellt, werden dem anfechtenden Spieler 10 Punkte abgezogen, ist es tatsächlich nicht zulässig, muss der Mitspieler den Zug zurücknehmen und passen.
Während die allgemeinen Scrabble-Spielregeln bis zu vier Spieler vorsehen, wird bei Turnieren grundsätzlich eins gegen eins gespielt.

#### Anfechtungen
Je nach Sprache und Region unterscheiden sich die Regeln für Anfechtungen, insbesondere im Hinblick auf die Konsequenzen für die Anfechtung eines korrekten Wortes, in Turnieren stark. Im deutschen Scrabble und auch im englischen Scrabble in Europa üblich ist das Format Penalty Challenge, das auch in den offiziellen Scrabble-Spielregeln beschrieben wird. Hierbei werden dem anzweifelnden Spieler 5 oder 10 Punkte für jedes zu Unrecht angezweifelte Wort abgezogen. In Nordamerika wird dagegen meist nach dem *Double Challenge*-Format gspielt. Wird in diesem Format ein Wort zu Unrecht angezweifelt, so verliert der anfechtende Spieler seine Runde. Dadurch ist das Anfechten deutlich riskanter, andererseits gewinnt auch das Bluffen, also das bewusste Legen ungültiger Wörter oder „Phonies“, an Bedeutung. Ein weiteres häufiges Format ist Single Challenge, wobei es gar keine Strafe für das Anzweifeln korrekter Wörter gibt.

### Deutschsprachige Turniere und Meisterschaften
Das bislang traditionsreichste deutschsprachige Turnier ist das von Wolfgang Lechner initiierte und seit dem Jahr 2000 jährlich durchgeführte ZEIT-Scrabble-Turnier. Da es in den ersten Jahren seines Bestehens das einzige große Turnier war, wurde hierfür – insbesondere von der ZEIT selbst – der Begriff inoffizielle deutsche Meisterschaft geprägt, wenngleich hierbei bis zum Jahr 2008 Dreierspiele und K.-o.-Spiele durchgeführt wurden, was deutlich vom Charakter üblicher Turniere (in anderen Ländern sowie der in Deutschland entstehenden) abwich und einen höheren Glücksfaktor beinhaltete. Zudem wurden einige der Teilnehmerplätze als Turniergewinne ausgegeben, was gleichfalls nicht dem Charakter einer echten Meisterschaft entsprach. Bisherige Mehrfachsiegerinnen des ZEIT-Turniers sind Claudia Aumüller (2002, 2009 und 2015), Blanca Gröbli-Canonica (2005 und 2006) und Ulla Trappe (2012 und 2013).
Seit dem Jahr 2010 führt der Verein Scrabble Deutschland e. V. nunmehr offizielle deutschsprachige Deutsche Meisterschaften durch. Diese wurden bisher stets in insgesamt 20 Runden der Vor- und Hauptrunde sowie den zwei Finalspielen der Endrunde ausgetragen. Für die ersten drei Spiele der Vorrunde werden die Teilnehmer dabei ihrer Elo-Platzierung entsprechend in Untergruppen von vergleichbarer Spielstärke eingeteilt, in denen nach dem „Round-Robin“-System „jeder gegen jeden“ antritt. Jeder spielt somit gegen einen Gegner, der ähnlich viele Siege und Niederlagen aufzuweisen hat wie man selbst. Mit der vierten Runde geht es in die Hauptrunde, in der die Spielerpaarungen nach einer Variante des Schweizer Systems ermittelt werden. Die beiden Spieler, die nach der 20. Runde führen, bestreiten ein aus Hin- und Rückspiel bestehendes Finale. Wer in diesen beiden Finalspielen die insgesamt höhere Punktesumme erzielt, geht als Sieger hervor. Nach diesem Turniermodus wurden auch die darauffolgenden deutschen Scrabble-Meisterschaften ausgetragen, bei denen jeweils ca. 70 bis 80 Teilnehmer aus Deutschland, der Schweiz und Österreich gegeneinander antraten. Erste offizielle Deutsche Meisterin 2010 wurde Ulla Trappe, die sich diesen Titel auch 2012 und 2015 holte.

#### Deutsche Scrabble-Meisterschaften
| DM  | Jahr | Datum                              | Austragungsort        | Deutsche Meister | Vizemeister      | Dritte           | Teilnehmer |
| --- | ---- | ---------------------------------- | --------------------- | ---------------- | ---------------- | ---------------- | ---------- |
| 1.  | 2010 | 13. – 16. Mai                      | Bad Kissingen         | Ulla Trappe      | Petra Dingler    | Ingrid Nöth      | 77         |
| 2.  | 2011 | 2. – 5. Juni                       | Bad Kissingen         | Maria Feige      | Ulla Trappe      | Jörg Diersen     | 69         |
| 3.  | 2012 | 17. – 20. Mai                      | Nienburg/Weser        | Ulla Trappe      | Theo Kardel      | Christof Pitzer  | 68         |
| 4.  | 2013 | 14. – 17. Mai                      | Nienburg/Weser        | Uschi Müller     | Martin Gahlow    | Stefan Merx      | 68         |
| 5.  | 2014 | 29. Mai – 1. Juni                  | Detmold               | Ben Berger       | Claudia Aumüller | Maria Feige      | 64         |
| 6.  | 2015 | 14. – 17. Mai                      | Detmold               | Ulla Trappe      | Theo Kardel      | Jörg Diersen     | 66         |
| 7.  | 2016 | 5. – 8. Mai                        | Düsseldorf            | Ben Berger       | Timon Boerner    | Regula Schilling | 78         |
| 8.  | 2017 | 2. – 5. Juni                       | Düsseldorf            | Stefan Merx      | Theo Kardel      | Nadja Dobesch    | 67         |
| 9.  | 2018 | 10. – 13. Mai                      | Stuttgart             | Ben Berger       | Timon Boerner    | Uschi Müller     | 66         |
| 10. | 2019 | 30. Mai – 2. Juni                  | Stuttgart             | Timon Boerner    | Liesbeth Schön   | Uschi Müller     | 61         |
| -   | 2020 | Abgesagt wegen der Corona-Pandemie | Rotenburg a.d. Fulda  | - - -            | - - -            | - - -            | 0          |
| 11. | 2021 | 18. – 21. November                 | Rotenburg a.d. Fulda  | Alexander Dings  | Ben Berger       | Uschi Müller     | 46         |
| 12. | 2022 | 3.–6. Juni                         | Nürnberg              | Ulla Trappe      | Ben Berger       | Alexander Dings  | 41         |
| 13. | 2023 | 18.–21. Mai                        | Nienburg an der Weser | Alexander Dings  | Ben Berger       | Timon Boerner    | 66         |
| 14. | 2024 | 9.–12. Mai                         | Minden                | Ben Berger       | Alexander Dings  | Timon Boerner    | 63         |
| 15. | 2025 | 1.–4. Mai                          | Minden                | Khan Nguyen      | Timon Boerner    | Jakob Grebert    | 63         |

Insgesamt gibt es in der deutschsprachigen Turnierlandschaft rund 20 Turniere, die üblicherweise jährlich stattfinden. Neben der Deutschen Meisterschaft ist ein wichtiges Turnier die alle zwei Jahre stattfindende Liga der Champions, für die sich die Sieger (und Zweitplatzierten) aller größeren Turniere qualifizieren. Bisherige Sieger des seit 2013 stattfindenden Wettbewerbs sind Liesbeth Schön, Theo Kardel, Timon Boerner, Ben Berger und Alexander Dings.

### Englischsprachige Turniere und Meisterschaften
Anders als in Deutschland gibt es international seit Längerem Scrabble-Clubs und Turniere; insbesondere auf Englisch ist das Spiel sehr weit verbreitet – trotz oder vielleicht auch wegen unterschiedlicher Referenzwörterbücher in Nordamerika auf der einen Seite und dem Rest der Welt auf der anderen Seite. Die alle zwei Jahre stattfindende Weltmeisterschaft zieht regelmäßig große Aufmerksamkeit auf sich. Zuletzt konnte 2019 der Neuseeländer Nigel Richards das Turnier für sich entscheiden.
Bei einem im Jahr 2018 erstmals ausgetragenen Wettbewerb, bei dem gewissermaßen „Nationalmannschaften“ verschiedener Länder und Regionen gegeneinander antraten, setzte sich das Team aus Australien durch.

### Bekannte und erfolgreiche Spieler

#### International
Nigel Richards
Der wohl bekannteste und erfolgreichste Scrabblespieler weltweit ist der in Malaysia lebende Neuseeländer Nigel Richards. Er gewann 2007, 2011, 2013, 2018 und 2019 die englischsprachigen Weltmeisterschaften (sowie 2019 die konkurrierende „WESPAC“-Weltmeisterschaft) und gilt weithin als mit Abstand bester Spieler der Welt. Besondere Medienaufmerksamkeit erhielt Richards jedoch für seinen WM-Sieg im französischsprachigen Scrabble im Juli 2015. Hier war für die Medien besonders von Interesse, dass er selbst kaum Französisch spricht und zur Vorbereitung auf das Turnier innerhalb von neun Wochen die im französischen Scrabble zulässigen Wörter schlicht auswendig lernte.
Mikki Nicholson
Eine größere Medienaufmerksamkeit bekam seinerzeit die transgeschlechtliche britische Spitzenspielerin Mikki Nicholson (verstorben 2014) für ihren Sieg bei den nationalen britischen Meisterschaften 2010. Dies war vor allem ihrem extravaganten Äußeren geschuldet; im Finale trug sie beispielsweise eine pinkfarbene Perücke.
Weitere Spitzenspieler, die in den letzten Jahren das englischsprachige Scrabble geprägt haben, sind Pakorn Nemitrmansuk (Weltmeister 2009, Vizeweltmeister 2011), Komol (Weltmeisterschaftsfinalist 2013) sowie Craig Beevers aus England (Sieger der inoffiziellen Weltmeisterschaften 2014).

#### Im deutschsprachigen Raum
In der Anfangszeit des Zeit-Turniers, in dem bis 2009 der deutsche Meister bzw. die deutsche Meisterin ausgespielt wurde, war das Feld noch weitgehend ausgeglichen und einige Spieler konnten sich in der Zeit in die Siegerliste eintragen. Zu nennen sind hier etwa Blanca Gröbli-Canonica aus der Schweiz, die das Turnier als erste zweimal gewinnen konnte, sowie Claudia Aumüller und Jörg Diersen, die mit verschiedenen Siegen bei anderen Turnieren hervorstachen; alle drei gehören bis heute zur Spitzengruppe deutschsprachiger Scrabbler.
Ab 2010 begann der Aufstieg von Ulla Trappe. Sie spielte erst 2009 ihr erstes Turnier und wurde bereits im selben Jahr zur besten Newcomerin gekürt. Sie gewann in den Folgejahren unter anderem zweimal die deutsche Meisterschaft (2010, 2012), wurde bald Ranglisten-Erste und von SDeV 2010 bis 2012 zur besten Turnierspielerin gekürt.
Seit etwa 2013 dominieren mit Ben Berger und Timon Boerner zwei jüngere Spieler die Turnierszene, die sich seitdem nahezu ununterbrochen an der Spitze der deutschen Rangliste sowie bei der Auszeichnung als erfolgreichster Turnierspieler eines Jahres abwechseln.
Mit Siegen etwa bei der Deutschen Meisterschaft oder der Liga der Champions feierten jedoch auch andere Spieler weiterhin Erfolge, darunter Liesbeth Schön, Theo Kardel, Maria Feige, Uschi Müller, Regula Schilling, Friedrich Engelke und viele mehr.
Die bis dato (Stand: April 2020) höchste Punktzahl in einem einzelnen Turnierspiel liegt bei 716, erzielt von Doris Methner im Jahr 2019.

### Elo-Ranglisten
Wie in anderen Spielen wie etwa Schach oder Go werden auch im Scrabble Elo-Zahlen vergeben, um die Spielstärke der einzelnen Spieler miteinander vergleichen zu können. Für weltweites Scrabble (Global Scrabble) wird eine solche Elo-Rangliste von der World English-language Scrabble Players’ Association (WESPA) geführt.
Seit 2010 wird auch für das deutschsprachige Scrabble eine Elo-Rangliste geführt, die derzeit 191 Spieler umfasst. Auf Platz 1 liegt aktuell Timon Boerner, gefolgt von Alexander Dings und Ulla Trappe. Alle drei haben bereits die Deutsche Scrabble-Meisterschaft gewonnen (Stand: Juni 2023). Auf der Grundlage von allen seit 2005 veranstalteten Turnieren, die bestimmte Kriterien erfüllen, wird für die Teilnehmer an diesen Turnieren eine Elo-Punktzahl ermittelt.

## Varianten

### Simultan-Scrabble
Bei dieser Variante werden für alle Mitspieler die gleichen Buchstaben gezogen und jeder notiert auf einem Zettel, welches Wort er auf den Plan legen würde, wenn er in dieser Situation an der Reihe wäre. Nach einer für alle gültigen Bedenkzeit, zum Beispiel drei Minuten, bekommt jeder Mitspieler die Punkte für sein Wort. Auf dem Plan wird das beste Wort gelegt, die nicht verlegten Buchstaben werden wieder auf sieben Stück aufgefüllt und die nächste Runde beginnt. Zum Schluss gewinnt der Mitspieler mit der höchsten Punktsumme.
Strategisches Denken ist bei dieser Variante nicht sinnvoll. Es gilt hier jeweils den Scrabble-Zug zu finden, der die meisten Punkte einbringt.
Vorteile:
- Es können beliebig viele Personen mitspielen.
- Keine Wartezeit, bis ein Mitspieler an der Reihe ist – alle denken gleichzeitig.
- Das Buchstabenglück ist ausgeschaltet – für jeden Mitspieler gelten immer die gleichen Voraussetzungen.

Nachteile:
- Ein schlechtes Abschneiden kann nicht auf das Pech beim Buchstabenziehen geschoben werden.
- Das Umstellen der Buchstaben (also das Denken mit den Fingern) ist nicht möglich – es sei denn man verfügt über je einen Satz Steine pro Spieler und scheut nicht den Aufwand, jede Runde die Auslosung für alle herauszusuchen.
- Die taktische Komponente verringert sich stark.

Diese Variante wird im Postspiel und im Internet (zum Beispiel als Simultan-Scrabble) verwendet. Von 2000 bis 2018 wurde jeden Sommer in der Zeit eine Simultanpartie mit den Lesern gespielt. Die Bedenkzeit bei diesen Fernpartien liegt zwischen einer und drei Wochen und es beteiligen sich zwischen zehn und (bei der Zeit) mehreren Tausend Mitspielern an einer Partie.

### Clabbers
Eine als „Clabbers“ bezeichnete Variante unterscheidet sich vom normalen Spiel dadurch, dass jedes Wort in einer beliebigen Buchstabenreihenfolge gelegt werden kann. Das Wort SPIEL könnte somit beispielsweise auch als ISLEP erscheinen. Dadurch ergeben sich weit mehr Möglichkeiten, die Prämienfelder auf dem Brett trickreich zu nutzen. Wie im üblichen Spiel können Züge angezweifelt werden, mit dem Unterschied, dass der Spieler, der das Wort gelegt hat, nun angeben muss, für welches reguläre Wort die Buchstabenfolge stehen soll. Wörter können wie im normalen Scrabble verlängert werden, wobei sich die Bedeutung auch verändern darf. ISLEP könnte also zu NISLEP verändert werden, da diese Buchstaben nun für PINSEL stehen können. Der Name des Spiels ist entsprechend dem Spielprinzip ein Anagramm von „Scrabble“ (clabbers ist zudem im englischsprachigen Scrabble ein gültiges Wort).

### Scrabble solo (auch: Solitair-Scrabble)
Scrabble kann auch allein gespielt werden. Man kann dabei versuchen, möglichst viele Punkte zu erreichen oder alle Buchstaben unterzubringen. Gespielt werden kann mit einer oder zwei Bänkchen (man simuliert dann einen Spielgegner). Diese Variante eignet sich zum Scrabble-Training oder als Wortfindungs- und Gedächtnistrainingsspiel. Wenn man mit 8 (oder mehr) Steinen spielt, wird das Spiel einfacher. Es kann dann sogar mit Demenzkranken gespielt werden, soweit deren Konzentrationsfähigkeit dafür noch ausreicht. Eine Vereinfachung kann auch durch Trennung von Vokalen und Konsonanten erreicht werden, man kann dann jeweils wählen, von welchem Stapel (oder aus welchem Säckchen) man einen Buchstabenstein nehmen möchte.

### Super Scrabble

Super-Scrabble-Spielbrett (Ausschnitt)
grün: vierfacher Buchstabenwert
lila: vierfacher Wortwert

2007 brachte Mattel Super Scrabble auf den deutschen Markt, das von Piatnik vertrieben wird. Die Anzahl der Spielfelder und des Buchstabenvorrates wurden gegenüber dem Standardspiel jeweils knapp verdoppelt. Es finden sich neue Bonusfelder auf dem Spielplan: viermal ein vierfacher Wortwert und achtmal ein vierfacher Buchstabenwert. Die Spielregeln sind unverändert geblieben – genau wie die Anzahl der Buchstaben, die für einen Spielzug zur Verfügung stehen. Die Spielregeln empfehlen auch ein Spiel mit fünf oder sechs Spielern – dazu müssen aber Bänkchen aus einem anderen Scrabble-Spiel hinzugezogen werden.
Das Spielfeld der Standardversion ist in jeder Richtung um drei Felder erweitert und auf systematische und symmetrische Weise mit alten und den neuen Bonusfeldern versehen worden. Es weist 441 (21 × 21) Spielfelder mit 120 Bonusfeldern auf. Um den Buchstabenvorrat von Super Scrabble zu erhalten, müssen aus dem doppelten Buchstabensatz des herkömmlichen Spiels die folgenden vier Buchstaben je einmal entfernt werden: E, I, N, R. Inklusive der vier Blankosteine enthält das Spiel 200 Spielsteine.

### Scrabble Blitz!
Ebenfalls 2007 kam mit Scrabble Blitz! ein Scrabble-Würfelspiel auf den Markt. Gespielt wird auf einem verkleinerten Spielbrett mit 9 × 9 Feldern und insgesamt zwölf unterschiedlichen Würfeln, die statt der Augenzahlen mit Buchstaben versehen sind. Der erste Spieler spielt mit sieben Würfeln und versucht mit den erwürfelten Buchstaben ein Wort aufs Spielbrett zu legen. Der folgende Spieler nimmt die restlichen Würfel und legt sein Wort an das auf dem Brett liegende Wort. Der dann folgende Spieler nimmt die im vorletzten Spielzug gelegten Würfel vom Brett und bildet seinerseits ein neues Wort. Auf diese Weise verbleibt immer nur ein Wort auf dem Spielbrett (wird ein Wort lediglich verlängert, kommen wieder alle Würfel ins Spiel). Jeder Spieler hat für seinen Zug 60 Sekunden Zeit. Sieger ist, wer zuerst 200 Punkte erreicht hat.
Die Punkteverteilung ist die gleiche wie im Brettspiel. Der Buchstabenvorrat von 72 Buchstaben verteilt sich wie folgt: 11 × E; 6 × N; je 4 × A, I, R, S, T, U; je 3 × D, H, M; je 2 × G, L, O; je 1 × die übrigen Buchstaben inklusive Ä, Ö, Ü und einer Blankoseite. Statt Q wird mit QU gespielt.

### Weitere Scrabble-Varianten
In den letzten Jahren sind eine Vielzahl von Spielvarianten erschienen:
1997 kam Scrabble Karten auf den Markt. 2004 erschien Party Scrabble, 2010 Scrabble Trickster, 2011 Scrabble Dash, 2013 Scrabble Freestyle und 2014 Scrabble Speed.

## Werbekampagne „Buchstaben-YOLO“
Am 24. September 2018 gab Mattel bekannt, dass Scrabble in Deutschland anlässlich des 70. Jubiläums zu Buchstaben-YOLO umbenannt werden würde. Außerdem sollten Wörter der Jugendsprache nun zulässig sein. YOLO war 2012 das Jugendwort des Jahres.
Unter anderem auf Deutschlandfunk Nova wurde an der vermeintlichen Umbenennung gezweifelt und vermutet, dass es sich um eine Marketingkampagne handelte.
Im September wurde diese Vermutung von Horizont, einer Fachzeitung für Marketing, bestätigt, nachdem Mattel den Scherz auf Facebook zugegeben hatte. Eine Marketingagentur hatte sich den Prank im Auftrag von Mattel einfallen lassen. Für die Werbekampagne wurde MC Fitti verpflichtet. Viele Medien fielen auf den Scherz herein und berichteten über die angebliche Namensänderung. Zudem war ein heftiger Shitstorm gegen die Namensänderung entstanden, was aber vom Unternehmen eingeplant war.

## Genderstein
Am 13. April 2022 gab Mattel einen neuen Spielstein heraus, als „Genderstein“ bezeichnet: *IN (10 Punkte wert). Als optionale Spielvariante kann er an jede Personenbezeichnung angelegt werden, die auf -er endet, beziehungsweise eine Endung auf -e kann durch den Genderstein ersetzt werden (HIRTE → HIRT*IN). Der neue Stein ist kostenlos erhältlich und soll einen Anstoß geben für gendergerechte Sprache („Stein des Anstoßes“); er soll auch verdeutlichen, „dass durch das Gendern niemand Nachteile hat“. Für den Fall, dass kein Genderstein vorhanden ist, kann als Hausregel ein Blankostein an seiner Stelle gelegt werden. Die neue Spielanleitung nutzt offiziell das Gendersternchen: „Jede*r Spieler*in zieht nun einen Stein aus dem Beutel.“

## Scrabble in den Medien
Scrabble wird häufig in Filmen, TV-Serien und Büchern dargestellt. Dabei geht es zum Beispiel um den Streit um die Gültigkeit von Wörtern, der humoristisch aufs Korn genommen wird (so etwa die Beispiele in Loriots Film Ödipussi sowie den Fernsehserien Sketchup, Hör mal, wer da hämmert und Golden Girls). Manchmal wird auch in anderen Bezügen Scrabble als sprachlich-soziale Beschäftigung aufgegriffen (wie im Film Snow Cake).

### Filme
- Sowohl in Roman Polanskis Film Rosemaries Baby als auch in der Romanvorlage von Ira Levin bemerkt die Hauptfigur Rosemary durch ein Scrabble-Spiel, dass der Name ihres Nachbarn Roman Castevet eigentlich ein Anagramm für Steven Marcato ist: den Sohn eines Satanisten, der einst in dem Haus, in dem sie jetzt lebt, ermordet wurde.
- Eine Szene zum Thema Scrabble findet sich im Loriot-Film Ödipussi. Paul Winkelmann alias Loriot verbringt mit seiner Mutter und deren Damenkränzchen einen Spieleabend, bei dem Scrabble gespielt wird. Eine der alten Damen verlängert das Wort „Hund“ zu dem Wort „Hundnase“. Als sie jedoch von ihren Mitspielern darauf hingewiesen wird, dass es korrekt Hundenase heißen müsse, nimmt sie das Wort vom Spielbrett und legt stattdessen das Wort „Schwanzhund“, was jedoch nur zu noch größeren Diskussionen führt („dann hätte ich vorhin auch meine Quallenknödel legen können“).
- In dem Film Black Hawk Down wird während eines Routinefluges diskutiert, ob „Limo“ (englische Kurzform von Limousine) nach den Scrabble-Regeln als Wort gilt.
- In dem Film Snow Cake spielt Alex Hughes mit der Autistin Linda eine Partie Scrabble nach den Regeln ihrer bei einem Unfall ums Leben gekommenen Tochter. Deren Regeln, die den besonderen Zustand ihrer Mutter berücksichtigen, besagen, dass Wörter erfunden werden dürfen, solange man sie durch einen Beispielsatz belegen kann. Linda erfindet das Wort „Dazlious“, um etwas unbeschreiblich Schönes auszudrücken, und schlägt damit Alex. Dieser ärgert sich zunächst über die erfundene Sonderregel, doch als er Linda wieder verlassen muss, kann er die Schönheit der kanadischen Landschaft nur mit diesem Wort beschreiben. Das Scrabble-Spiel wird somit zur Metapher für Alex’ neu entstandene Fähigkeit, die Welt mit den Augen der Autistin Linda zu sehen.
- In dem Film Sneakers – Die Lautlosen mit Robert Redford wird ein Scrabble-Spiel zum Lösen von Anagrammen benutzt.
- Der Film Christine nach dem gleichnamigen Roman von Stephen King enthält zu Beginn eine Szene, die den Charakter des anfänglichen Losers und späteren Christine-Besitzers Arnie Cunningham demonstriert: Er erzählt seinem Freund Dennis von einem Scrabble-Spiel mit seinen Eltern, bei dem der Streit um die Zulässigkeit des Wortes Fellatio über Sieg oder Niederlage entschied.
- Im Spielfilm Laurel Canyon der Regisseurin Lisa Cholodenko von 2002 spielen die beiden Hauptdarsteller Kate Beckinsale und Christian Bale das Spiel in einem Flugzeug.
- Sänger Ilja Schierbaum spielt in dem Videoclip zu seinem Song Tanzen Scrabble auf einem Holztisch, den er zornig – im Rückwärtslauf – auch umwirft.

### TV-Serien
- In der Simpsons-Folge 2 (Bart wird ein Genie) spielt die Familie Scrabble. Homer hat zufällig das Wort „Oxidize“ (oxidieren) auf seinem Ablagebänkchen, kennt das Wort aber nicht und legt stattdessen das D an ein O zum Wort „Do“. Bart legt das Wort „Kwyjibo“, was angeblich einen dicken, fetten, blöden, nordamerikanischen Affen, der die Haare verliert, bezeichnet. Daraufhin versucht Homer, der gerade eine Banane isst, Bart zu verhauen.
- In der Comedy-Serie Little Britain (1. Staffel, Folge 3) verlängert der Hypnotiseur Kenny Craig (er spielt mit seiner Mutter) das Wort „Cupboard“ zu „Cupboardy“ (was es nicht gibt, aber es zählt mehr als 100 Punkte). Seine Mutter akzeptiert das Wort nach einer Hypnose und meint, es bedeute „etwas Schrankartiges“.
- Brad, der älteste Sohn aus der Fernsehserie Hör mal, wer da hämmert, erweitert das von Randy gelegte Wort „Melone“ zu „Meloneologie“. Als Tim dies sieht, bezeichnet er es als „die Lehre von Leuten, die Mel heißen“.
- Die Wörter „Tropenhelm(ut)“, Schutzengel(bert) und „Bienenvolk(er)“, wurden bei Sketchup (mit Diether Krebs und seiner Partnerin) verlängert, um mehr Punkte zu bekommen.
- Eine weitere Szene findet sich in der amerikanischen Serie Golden Girls. Dorothy und Sophia spielen Scrabble. Sophia legt „Disdam“ und hat damit das Spiel gewonnen. Als Dorothy dies anzweifelt und Sophia dazu auffordert, einen Satz mit dem Wort zu bilden, antwortet diese „You’re no good in Disdam game“. In der deutschen Synchronisation wurde das Wort in „verdammich“ umgeändert.
- Eine interessante Rolle spielt Scrabble in der Serie Six Feet Under: Claire, Ruth sowie deren demonstrativ in christlicher Nächstenliebe vereinte Schwester und Nichte spielen Scrabble. Um die anderen zu schockieren, spielt Claire „Hell“, woraus das andere Mädchen „Hello“ macht. Scrabble wird auch im weiteren Verlauf der Szene genutzt, um den Unterschied zwischen den Mutter/Tochter-Paaren herauszustellen, und dass Claire und Ruth mehr gemeinsam haben, als sie sich vorher eingestehen wollten.
- In der CSI-Folge 88 (Feuerteufel) wird bei einem Turnier des fiktiven Spiels Logos einer der Spieler dazu gezwungen, die Buchstaben seines (ungültigen) Wortes herunterzuschlucken. Die Darstellung des Turniers enthält zahlreiche Anspielungen auf die US-amerikanische Scrabbleszene und ihren Jargon: So wird in der englischen Fassung von „blue haired ladies“ gesprochen (ein abwertender Begriff für eine ältere, Scrabble spielende Dame). Auch die Rekordpunktzahl des Opfers (735) lässt an Scrabble erinnern.
- In der neunten Folge der Serie Two and a Half Men outet sich Alan Harper als leidenschaftlicher Scrabble-Spieler.
- In der Familie-Feuerstein-Folge „Fred der Aufsteiger“ (Staffel 2, Folge 8) spielen Fred und der Zeitungsjunge Arnold miteinander Scrabble. Fred legt „CAT“ (engl. „Katze“) zusammen (4 Punkte wert) und Arnold ergänzt zu „CATACLYSM“ (Kataklysmus = eine plötzliche Zerstörung), wodurch Arnold 79 Punkte erhält und gewinnt. Fred aber ist ein schlechter Verlierer, greift nach einem Strohhalm und legt noch seine letzten drei Buchstaben „ARF“ an ein „Z“ dran, wodurch das Wort „ZARF“ (Fred zufolge 12 Punkte wert) entsteht (allerdings war in der Szene, wo „Cataclysm“ zu sehen war, kein Z vorhanden, an das er hätte anlegen können) und meinte, „Man benutzt es nicht allzu oft im täglichen Sprachgebrauch. Ich zarfe. Du zarfst. Er zarft. Wir zarfen.“ – Das Wort „Zarf“ wird aber auch im Real Life verwandt: im Nahen Osten u. a. für eine Tasse Kaffee.
- In der ALF-Folge „Reden ist Blech“ (Staffel 3, Folge 6) spielt die Familie Tanner Scrabble. Alf legt das Wort „QUIDNUNC“ zusammen. Willie findet es im Duden als „ein anderes Wort für Klatschtante“ (engl. „one who enjoys gossip“), woraufhin Alf meint „Auf Melmac ist das einer, der sich mit Fleisch bekleidet“ (engl. „one who wears meat“). Alf bekommt dafür 248 Punkte, ist wieder dran, legt noch zwei Buchstaben dran, so dass „QUIDNUNCLE“ entsteht, was er erklärt mit „KlatschTANTE, KlatschONKEL“ (engl. „a relative who wears meat“), worauf unisono ein „EINSPRUCH!“ (engl. „CHALLENGE!“) der Restfamilie folgt.

### TV-Shows
- In der Sendung Late Lounge des hr-fernsehens bestanden die Namensschilder des Moderators Roberto Cappelluti und seiner Gäste aus Scrabble-Buchstaben.

## Scrabble in anderen Sprachen
Scrabble ist bislang in 29 Sprachen erschienen. Hierzu zählen neben Englisch und Deutsch unter anderem Türkisch, Französisch, Spanisch und die wichtigsten anderen europäischen Sprachen. Auch in Sprachen ohne Lateinalphabet gibt es Scrabble, darunter Russisch, Griechisch, Hebräisch, Thailändisch und Arabisch.

## Im Handel erhältliche Ausführungen
In Deutschland war Scrabble im November 2009 in folgenden Ausführungen erhältlich:
- Original (herkömmliche Version mit 15 × 15 Spielfeldern und 102 Steinen)
- Kompakt (für unterwegs gedachte Ausführung mit verkleinerten Abmessungen und Magnet- oder Stecksteinen)
- Prestige (Spielfeld mit Rastern, um ein Verrutschen der Buchstaben zu verhindern)
- Deluxe (edle Ausführung)
- mit großen Buchstaben
- Super Scrabble
- Jubiläumsausgabe (Buchstabenverteilung und Aufmachung der 50er-Jahre)
- Scrabble Blitz! (Würfelspiel)
- als Kartenspiel
- als Legespiel für Kinder